# Andrej Minevskij
Andrej Minevskij (belarusiska: Андрэй Пятровіч Мінеўскі; ryska: Андрей Петрович Миневский), född 16 september 1969 i Grodno, Sovjetunionen, är en belarusisk handbollstränare och tidigare handbollsspelare (mittsexa).
Han var med och tog OS-guld 1992 i Barcelona.